# 619 Triberga
619 Triberga este un asteroid din centura principală, descoperit pe 22 octombrie 1906, de August Kopff.